# Giancarlo Oddi
Giancarlo Oddi (Roma, 23 luglio 1948) è un dirigente sportivo, allenatore di calcio ed ex calciatore italiano, di ruolo difensore.

## Carriera

### Giocatore

#### Club

Oddi (a sinistra) in biancoceleste insieme a Giorgio Chinaglia (a destra) e Bob Lovati (sullo sfondo).

Comincia a giocare da ragazzino nel Santos Roma, squadra del quartiere natìo del Tufello, venendo descritto a quel tempo come una promettente mezzala. A 14 anni passa al GATE, la squadra del quotidiano Paese Sera per poi essere acquistato l'anno successivo dall'ALMAS del quartiere San Giovanni. Qui Oddi arretra la sua posizione in campo trasformandosi prima in mediano, poi in libero e alla fine in terzino destro.
Nel 1967 gli osservatori della Lazio lo portano ai campi d'allenamento di Tor di Quinto. Nella stagione 1967-1968 entra nei ranghi della squadra Primavera, vince il campionato De Martino e ottiene una presenza in Serie B con la prima squadra. L'anno successivo, per problemi economici della famiglia, chiede di andare a giocare in provincia sicché la Lazio lo presta al Sora, in Serie D. Un anno dopo è di nuovo a Roma ma ottiene solo 3 presenze, pertanto per il campionato 1970-1971 trascloca ancora andando a giocare nella Massese, in Serie B.
Tornato per la terza volta alla Lazio nella stagione 1971-1972, la prima di Tommaso Maestrelli alla guida dei biancocelesti, gioca 10 partite e contribuisce alla promozione in Serie A. Per un triennio gioca 30 partite su 30 senza mai uscire dal campo. Nell'estate del 1973 ha richieste da tutte le squadre del Nord, ma il presidente Umberto Lenzini e soprattutto Maestrelli, rifiutano qualsiasi ipotesi di trattativa per il suo cartellino. Si consolerà con lo Scudetto del 1974, vinto da romano nel suo stadio.
Con Maestrelli ammalatosi gravemente, la società capitolina smembra la squadra. A tal conto, il capitano Giuseppe Wilson aveva manifestato, sin dagli inizi, una contrarietà a tale scelta poiché veniva di fatto ridimensionato quel forte gruppo sapientemente costruita dal tecnico. Così, su indicazione del nuovo allenatore Giulio Corsini, anche Oddi viene ceduto, dopo 132 presenze in sei anni di Lazio. Finisce, insieme al regista Mario Frustalupi, tra le file del Cesena in cambio di Paolo Ammoniaci e Francesco Brignani.
In Romagna Oddi trascorre otto anni tra Serie A e B, ma il desiderio di tornare a Roma fa sì che nel 1983, a 35 anni, accetti la chiamata dalla Lodigiani in Serie C2, dove rimane un anno prima di terminare la sua carriera di calciatore.

#### Nazionale
Nel febbraio 1974 viene convocato in nazionale dal commissario Ferruccio Valcareggi, il quale lo prende in considerazione per portarlo alla fase finale dell'imminente mondiale in Germania Ovest, ma alla fine non prenderà parte alla spedizione azzurra. Non collezionerà nessuna presenza ufficiale con la maglia azzurra.

### Allenatore
La prima esperienza di allenatore la fa nel 1984 sulla panchina della Lazio. All'inizio è il vice di Paolo Carosi, che l'anno prima aveva salvato i capitolini all'ultima giornata. Dopo gli esoneri di Carosi e del subentrato Juan Carlos Lorenzo a dieci partite dalla fine del campionato, Oddi diventa l'unico allenatore, coadiuvato dal direttore tecnico Roberto Lovati, ottenendo cinque punti frutto di altrettanti pareggi, con la Lazio tuttavia classificatasi ultima, alla pari della Cremonese. Dopo questa stagione, Oddi ritorna allenatore in seconda fino agli inizi degli anni 90, affiancando prima Luigi Simoni come collaboratore tecnico e poi Eugenio Fascetti nel ruolo di vice in Serie B; poi, dopo il ritorno in Serie A, lavora per Giuseppe Materazzi e Dino Zoff. Con l'arrivo di Zdeněk Zeman sulla panchina biancoceleste, Oddi passa al settore giovanile, sia in veste di allenatore che di responsabile tecnico.
Ha anche una breve esperienza in Cina, di nuovo al fianco di Beppe Materazzi. Diventa poi il vice di Giuseppe Papadopulo sia al Palermo nella stagione 2005-2006 che al Lecce dal 2006 al 2008. Con i salentini, il 15 giugno 2008 conquista la promozione in Serie A.
Dopo avere raggiunto la salvezza con il Bologna nella stagione 2008-2009, all'inizio dell'annata successiva Papadopulo, e di conseguenza lo stesso Oddi, vengono sollevati dall'incarico dalla dirigenza rossoblù. Il 9 marzo 2011 subentra come allenatore in seconda di Papadopulo alla guida del Torino, dopo l'esonero di Franco Lerda, cercando nelle ultime dodici partite di portare la squadra granata in zona play-off: tuttavia il 20 dello stesso mese, dopo appena due gare disputate, Papadopulo e il suo staff viene esonerato dal patron torinista Urbano Cairo, il quale richiama Lerda.
Nel luglio del 2013 Oddi viene nominato direttore sportivo del Montecelio, nonché responsabile della scuola calcio, per poi ricoprire pochi mesi dopo l'incarico di allenatore della compagine tiburtina. Nell'estate del 2014 viene ingaggiato come tecnico del Fonte Nuova, squadra del campionato laziale di Eccellenza. La stagione successiva siede sulla panchina del Palestrina, sempre nella medesima categoria. Nel 2016 ha una breve l'esperienza in Romania sulla panchina del Șoimii Pâncota.
Nel febbraio 2020 va a sedersi sulla panchina del Monte Mario, squadra militante nel campionato laziale di Promozione. L'11 settembre dello stesso anno viene nominato allenatore del Lanciano, ma il successivo 30 dicembre la società frentana decide di sollevarlo dall'incarico.

### Dopo il ritiro
Interviene quotidianamente in qualità di opinionista sportivo nei programmi della emittente radiofonica romana Radiosei.

## Controversie
Nella primavera del 1976, prima della gara di ritorno tra il Cesena e la Lazio, Oddi, insieme al compagno di squadra Mario Frustalupi, sono al centro di un certo episodio: i dirigenti laziali infatti, prima dell'incontro, vogliono saldare delle vecchie pendenze con i loro due ex giocatori, ma tale intenzione viene scambiata per un tentativo di illecito e così finisce sotto la lente d'ingrandimento della Procura Federale; le indagini hanno poi confermato che si trattava solo di soldi arretrati.

## Palmarès

### Giocatore

#### Club

##### Competizioni nazionali
- Campionato italiano: 1

Lazio: 1973-1974

##### Competizioni giovanili
- Campionato De Martino: 1

Lazio: 1967-1968
- Campionato Under 23: 1

Lazio: 1973-1974